# Barlete vára
Barlete vára egy középkori várhely Horvátországban, a Lika-Zengg megyei Gospićhoz tartozó Barlete határában.

## Fekvése
A Gospićtól keletre, a Likai karsztmezőn, a Tunjavac-patak völgye feletti 630 méteres Gradina nevű magaslaton találhatók maradványai. A várhelyet a helyiek Županska gradinának azaz Ispáni várnak nevezik.

## Története
Barlete birtokosai a 15. században a Kurjákovicsok voltak, akik valószínűleg már a 14. században is birtokolták, amikor egy részét királyi adományként a Gušićok kapták. Rajtuk kívül birtokosok voltak a közvetlen szomszédságból származó Mogorović nemzetségből származó Petričevićek is. A terület birtokosa 1509-ben Ivan Karlović (Karlovics János) gróf horvát bán volt, egy 1509-es feljegyzés 22 vára között Barletét is megemlíti. Valószínűleg Barlete is 1527-ben került török kézre. A török által elfoglalt várakat rögzítő 1577-es felsorolás Barletén két várat is említ. Pavičić úgy gondolja, hogy az egyik név alatt valójában a szomszédos Osztrovica rejtőzik, amelyet az említett lista kifejezetten nem említ. 1696-ban Sebastijan Glavinić püspök vizitációja során egy váráról ír, amely azonban akkor már pusztulásnak indult.

## A vár mai állapota
A vár a neves horvát történész Gjuro Szabo leírása szerint négyzet alaprajzú, 10 méter hosszúságú és 8 méter szélességű volt, másfél méteres falvastagsággal. E négyszög alakú épületből ma csak az északi és a keleti fal látható, mintegy 5 méteres hosszúságban, míg a déli fal meglehetősen tönkrement és csak az alapjai láthatók. Az északi oldalon a torony fala alatt a terep meredeken lejt, így feltételezhető, hogy a toronynak nem lakó, hanem védőtorony szerepe volt. A torony alatt kialakult fennsík rendkívül lapos, de falazat nyoma nem látható rajta. A toronyhoz nem kapcsolódó falak nyomai helyenként a lejtőkön láthatók.